# Anthony Daniels

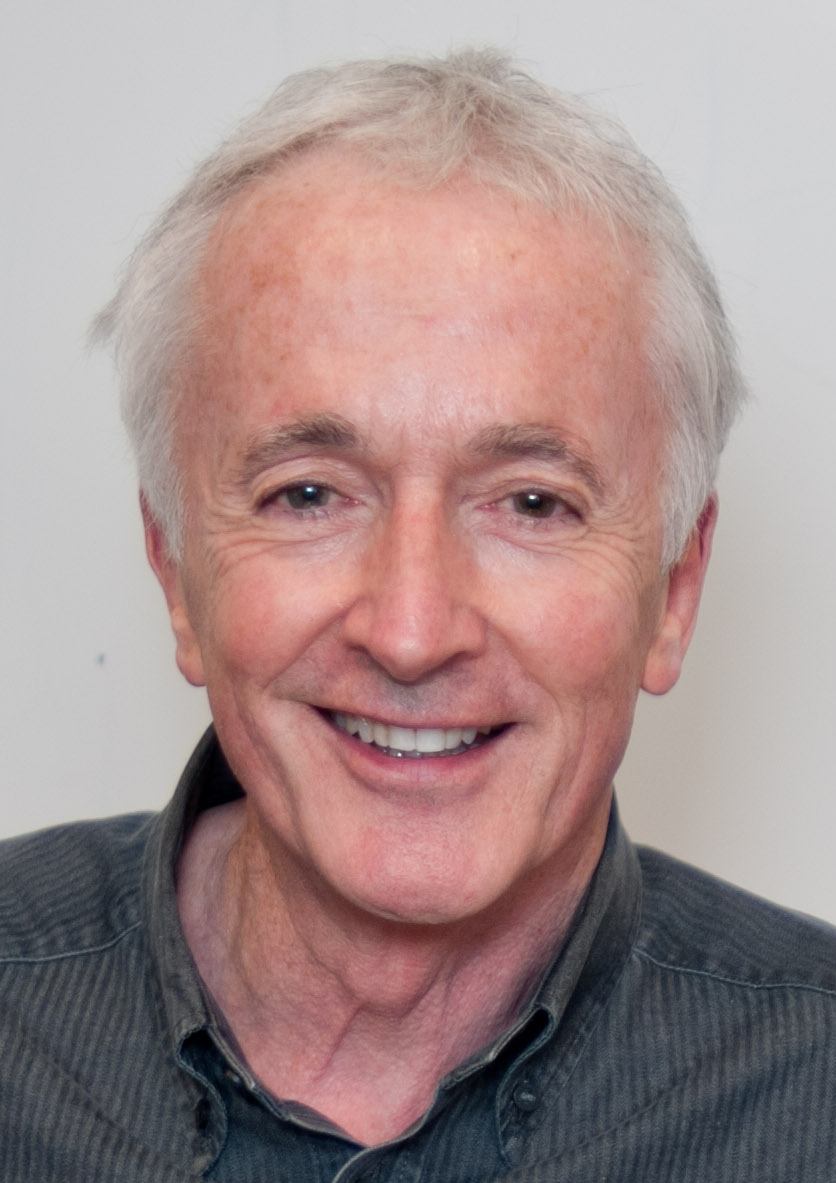
Anthony Daniels, 2011

Anthony Daniels (* 21. Februar 1946 in Salisbury, Wiltshire, England) ist ein britischer Schauspieler und Synchronsprecher.
Er wurde durch seine Rolle als humanoider Droide C-3PO in den Star-Wars-Filmen international bekannt. Er ist zudem der einzige Schauspieler, der in allen neun Star-Wars-Episoden, den beiden Filmen der A-Star-Wars-Story-Reihe und in fast allen Star-Wars-Serien und -Specials mitspielt oder seine Stimme leiht. Damit hat er die mit Abstand häufigsten Auftritte im Star-Wars-Universum.

## Leben
Daniels studierte zunächst Jura, bis er seine Leidenschaft zur Schauspielerei entdeckte. Nachdem er drei Jahre lang eine Schauspielschule besucht hatte, in der er mit der großen Bühnenkunst vertraut gemacht wurde, verlieh man ihm den Carlton Hobbs Award für Hörspiele. Ferner war er Mitglied der prestigeträchtigen BBC-Schauspieltruppe. Er verließ die Gruppe, um in She Stoops to Conquer sein Bühnendebüt zu geben. Danach wechselte Daniels zur Young Vic Company, mit der er in Rosencrantz & Guildenstern Are Dead und Much Ado about nothing auftrat.
George Lucas war der Auffassung, dass eine sorgfältige Auswahl der beiden Droiden aus Star Wars äußerst wichtig sei, da ein Großteil der humoristischen Komponente des Filmes Krieg der Sterne über die beiden Droiden transportiert werde. Er suchte einen erfahrenen Schauspieler, der willens war, in dem goldenen Roboterkostüm C-3POs zu spielen. Lucas und Daniels trafen sich in den Londoner Büros von 20th Century Fox. Während Daniels auf den Regisseur wartete, bekam der englische Schauspieler eine von Ralph McQuarries Konzeptzeichnungen zu Gesicht. Darauf abgebildet war ein verlassener C-3PO in der Wüstenlandschaft von Tatooine im Licht zweier Sonnen. Während der Dreharbeiten zu Krieg der Sterne bemühte sich Daniels, der Figur aus Metall authentisch Leben einzuhauchen. Seine Auffassung von der Persönlichkeit des Droiden kollidierte des Öfteren mit der von Lucas. Anfangs hatte der Regisseur beim Gedanken an C-3PO die Stimme eines typisch-amerikanischen Gebrauchtwagenverkäufers vor Augen. Die Stimme, die Daniels dem Droiden verlieh, passte so gut, dass Lucas seine Pläne, C-3PO nachträglich von einem anderen Darsteller synchronisieren zu lassen, verwarf. Stattdessen sprach Daniels die Dialoge, welche aufgrund der Maske in den Originalaufnahmen nicht zu verstehen waren, ein.
Seit den Erfolgen mit Star Wars hat Daniels viele Werbespots und andere kleine Auftritte sowohl optischer als auch akustischer Natur absolviert, darunter auf dem Weihnachtsalbum Christmas in the Stars von 1980. Er schreibt außerdem eine satirische Kolumne im Magazin Star Wars Insider.
Im Deutschen wurde Daniels überwiegend von Wolfgang Ziffer (Star Wars Episoden I–III, The Clone Wars und Rebels) und Joachim Tennstedt (Episoden IV–VI sowie VII–IX und übrige Serien) synchronisiert.

## Filmografie

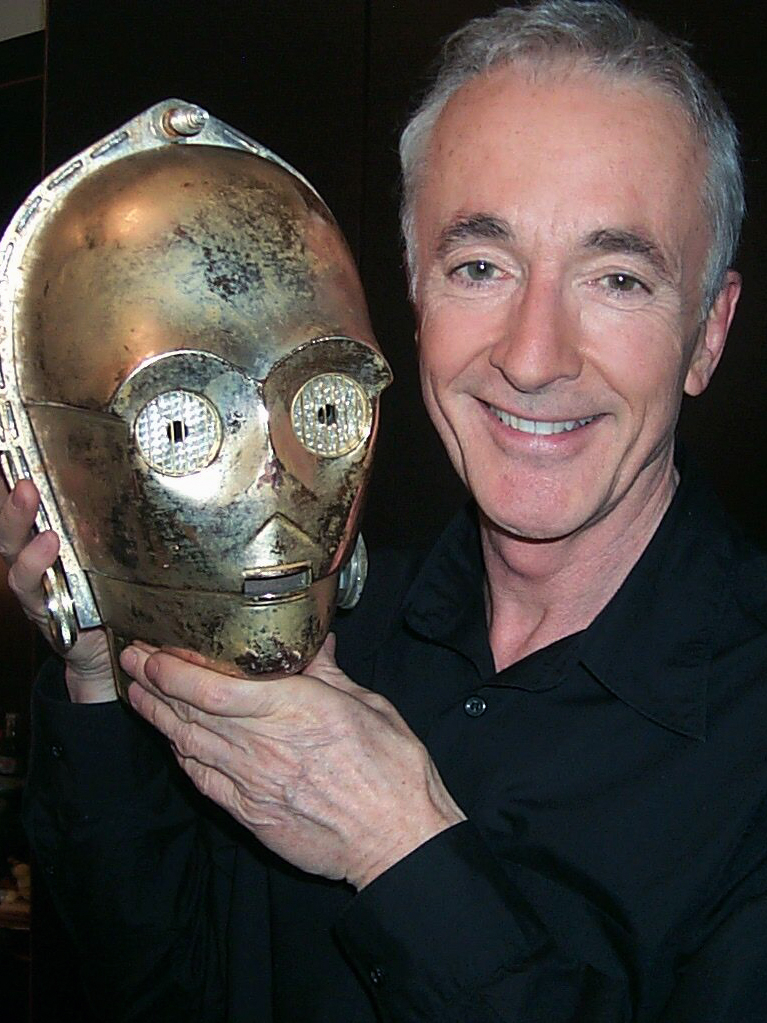
Anthony Daniels im Jahre 2005 mit C-3PO-Maske

- 1977: Krieg der Sterne (Star Wars)
- 1978: Der Herr der Ringe (The Lord of the Rings , Stimme) als Legolas
- 1978: The Star Wars Holiday Special (Fernsehfilm)
- 1980: Das Imperium schlägt zurück (The Empire Strikes Back)
- 1983: Die Rückkehr der Jedi-Ritter (Return of the Jedi)
- 1985–1986: Freunde im All (Star Wars: Droids, Fernsehserie)
- 1990: Iron Thunder
- 1999: Star Wars: Episode I – Die dunkle Bedrohung (Star Wars: Episode I – The Phantom Menace)
- 2002: Star Wars: Episode II – Angriff der Klonkrieger (Star Wars: Episode II – Attack of the Clones)
- 2004–2005: Star Wars: Clone Wars (Fernsehserie, Stimme)
- 2005: Star Wars: Episode III – Die Rache der Sith (Star Wars: Episode III – Revenge of the Sith)
- 2008: Star Wars: The Clone Wars (Stimme)
- 2008–2011: Star Wars: The Clone Wars (Fernsehserie, Stimme)
- 2010: Robot Chicken – Star Wars Episode III (Stimme)
- 2011: LEGO Star Wars – Die Padawan-Bedrohung (LEGO Star Wars – The Padawan Menace, Fernsehkurzfilm, Stimme)
- 2012: LEGO Star Wars – Das Imperium schlägt ins Aus (LEGO Star Wars – The Empire Strikes Out, Fernsehkurzfilm, Stimme)
- 2013: LEGO Star Wars – Die Yoda-Chroniken (LEGO Star Wars – The Yoda Chronicles, Fernsehserie, Stimme)
- 2014: The LEGO Movie (Stimme)
- 2014: Star Wars Rebels (Fernsehserie, Stimme)
- 2015: Star Wars: Das Erwachen der Macht (Star Wars: The Force Awakens)
- 2015: LEGO Star Wars – Die Droiden Saga (LEGO Star Wars: Droid Tales, Fernsehserie, Stimme)
- 2016: Rogue One: A Star Wars Story
- 2017: Star Wars: Die Mächte des Schicksals (Star Wars Forces of Destiny, Fernsehserie, Stimme)
- 2017: Star Wars: Die letzten Jedi (Star Wars: The Last Jedi)
- 2018: Solo: A Star Wars Story
- 2018: Chaos im Netz (Ralph Breaks the Internet, Stimme)
- 2019: Star Wars: Der Aufstieg Skywalkers (Star Wars: The Rise of Skywalker)
- 2020: The Lego Star Wars Holiday Special (Fernsehfilm)
- 2022: Obi-Wan Kenobi (Miniserie)
- 2023: Ahsoka (Fernsehserie)

## Hörspiele
- 1993: Star wars: the original Radio Drama (Hörspieladaption, als C-3PO), Highbridge Audio, ISBN 978-0942110999
- 1995: Empire Strikes Back: The Original Radio Drama (Hörspieladaption, als C-3PO), Titan Books Ltd, ISBN 978-1852866440
- 1996: Return of the Jedi: The Original Radio Drama (Hörspieladaption, als C-3PO), Titan Books Ltd, ISBN 978-1852867379

## Veröffentlichungen
- mit Alan Arnold: A Journal of the Making of “The Empire Strikes Back”. Del Rey, Ballantine Books, New York, 1980, ISBN 978-0-345-29075-5.
- I Am C-3PO: The Inside Story. Mit einem Vorwort von J.J. Abrams. DK Publishing, New York, 2019, ISBN 978-1-4654-8610-3.